# تشينا (جبنة)

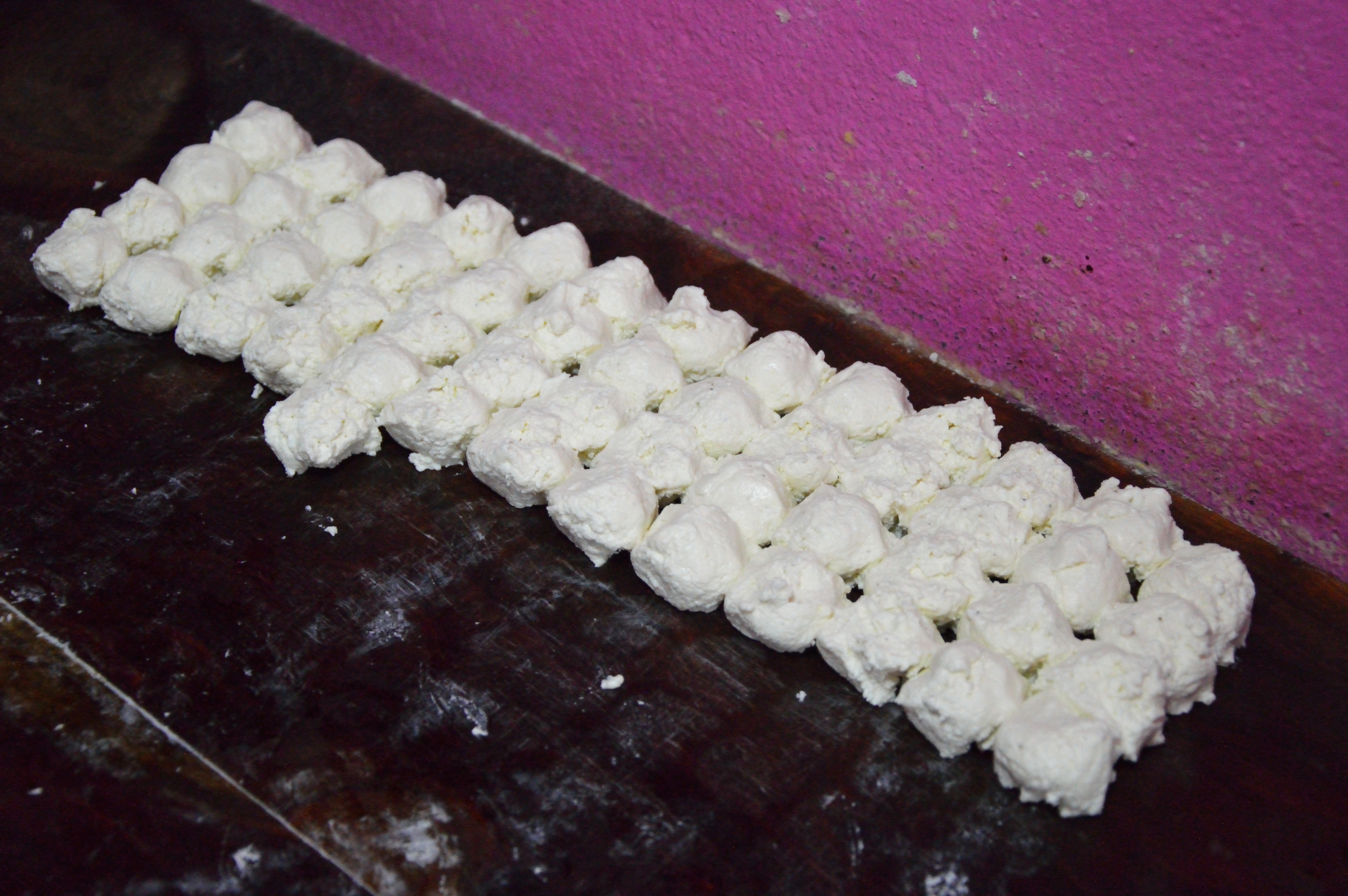
تشينا مشكّلة على هيئة كرات لصنع رازغولا

تشينا ((بالنيبالية: छेना)‏ (بالهندية: छेना)‏ أوتشانا ((بالبنغالية: ছানা)‏) هي جبنة طازجة، ذات الروائب غير ناضجة تصنع من حليب جاموس الماء أو من حليب البقر.
تصنع جبنة تشينا بغلي الحليب ثم تخثيره مع كمية صغيرة من مصل اللبن. ثم يجمع المكون المتخثّر الناتج ويلفّ بقطعة قماش، يتم الضربت عليها حتى تصبح متماسكة القوام تماماً. يعجن هذا الخليط قبل التقديم بحيث يصبح لين وسلس.
تستعمل جبنة تشينا لصنع الحلويات كحلو "خيرا ساغارا"، تشينا خيري، راسابالي وراس ملاي. ولهذا الغرض تستخدم تشينا المصنعة من حليب البقر تحديداً.